# Aleuroclava citri
Aleuroclava citri là một loài côn trùng cánh nửa trong họ Aleyrodidae, phân họ Aleyrodinae.
Aleuroclava citri được Jesudasan & David miêu tả khoa học đầu tiên năm 1991.